# 鞍斑線鰭電鰻
鞍斑線鰭電鰻，為輻鰭魚綱電鰻目線鰭電鰻科的其中一種，為熱帶淡水魚，分布於南美洲委內瑞拉奧里諾科河、黑河及Casiquiare河流域，體長可達23.3公分，棲息在底中層水域，生活習性不明。